# Liste der Monuments historiques in Villers-Saint-Sépulcre
Die Liste der Monuments historiques in Villers-Saint-Sépulcre führt die Monuments historiques in der französischen Gemeinde Villers-Saint-Sépulcre auf.

## Liste der Bauwerke
| Bezeichnung                 | Beschreibung | Standort | Kennzeichnung | Schutzstatus | Datum | Bild           |
| --------------------------- | ------------ | -------- | ------------- | ------------ | ----- | -------------- |
| Galeriegrab Pierre-aux-Fées | Neolithikum  | (Lage)   | PA00114962    | Classé       | 1889  | weitere Bilder |

## Liste der Objekte
- Monuments historiques (Objekte) in Villers-Saint-Sépulcre in der Base Palissy des französischen Kultusministeriums